# Mesacanthus
Genre
Mesacanthus (« épine du milieu ») est un genre fossile de requins épineux du Dévonien inférieur d'Écosse et d'Allemagne. 
C'est un des acanthodiens dévoniens les plus primitifs.
Le genre a été érigé en 1888 par Ramsay Traquair (1840-1912) pour accueillir certaines espèces qui avaient été précédemment assignées au genre Acanthodes par Louis Agassiz.

## Espèces fossiles
Selon Paleobiology Database en 2022, Mesacanthus a quatre espèces fossiles référencées :
- †Mesacanthus mitchelli Egerton 1861
- †Mesacanthus peachi Egerton 1861
- †Mesacanthus pusillus Agassiz 1844
- †Mesacanthus semistriatus Woodward 1892[1]